# Drosophila argenteifrons
Drosophila argenteifrons este o specie de muște din genul Drosophila, familia Drosophilidae, descrisă de Wheeler în anul 1954. Conform Catalogue of Life specia Drosophila argenteifrons nu are subspecii cunoscute.